# 95024 Ericaellingson
95024 Ericaellingson è un asteroide della fascia principale. Scoperto nel 2002, presenta un'orbita caratterizzata da un semiasse maggiore pari a 2,3516693 UA e da un'eccentricità di 0,0553463, inclinata di 8,29069° rispetto all'eclittica.